# Episodi di The Fall - Caccia al serial killer (seconda stagione)
La seconda stagione della serie televisiva The Fall - Caccia al serial killer è stata trasmessa in prima visione in Irlanda su RTÉ One dal 9 novembre 2014 e nel Regno Unito su BBC Two dal 13 novembre 2014; il finale di stagione è stato trasmesso rispettivamente il 17 ed il 18 dicembre 2014.
In Italia la stagione è andata in onda sul canale satellitare Sky Atlantic dal 28 aprile al 2 giugno 2015.
| nº | Titolo originale    | Titolo italiano                       | Prima TV Irlanda | Prima TV Italia |
| -- | ------------------- | ------------------------------------- | ---------------- | --------------- |
| 1  | Walk the Line       | Questi scomodi travestimenti          | 9 novembre 2014  | 28 aprile 2015  |
| 2  | One Named Peter     | Il fosco velo della notte             | 16 novembre 2014 | 5 maggio 2015   |
| 3  | It's Always Darkest | La bellezza ha uno strano potere      | 23 novembre 2014 | 12 maggio 2015  |
| 4  | Strangler           | L'anima alberga in se stessa          | 30 novembre 2014 | 19 maggio 2015  |
| 5  | The Fall            | Il confine pericoloso della battaglia | 7 dicembre 2014  | 26 maggio 2015  |
| 6  | In Summation        | Quanto è oscuro in me rischiara       | 17 dicembre 2014 | 2 giugno 2015   |